# Alberik II van Mâcon
Alberik II van Mâcon (ca. 940 - 975) was een zoon van Leutald I van Mâcon en van Ermengarde van Châlon. Hij werd in 957 medegraaf van Mâcon, samen met zijn vader en regeerde na diens dood alleen. In 971 deed hij belangrijke schenkingen aan de Abdij van Cluny en aan de Abdij van Tournus. Alberik was gehuwd met Ermentrudis van Roucy (959 - 5 maart 1004), dochter van Ragenold van Roucy en Alberada van Lotharingen (dochter van Giselbert II van Maasgouw en Gerberga van Saksen). Zij kregen de volgende kinderen:
- Leutald, aartsbisschop van Besançon
- Alberik, abt van het Sint-Paulusklooster in Besançon
- Beatrix, gehuwd met Godfried I van Gâtinais en met Hugo, de zoon van Fulco van Perche en Melissende, burggravin van Châteaudun.

Ermentrudis hertrouwde in 982 met Otto Willem van Bourgondië, zijn opvolger als graaf van Mâcon.